# 4-Metylopirydyna
4-Metylopirydyna – organiczny związek chemiczny z grupy heterocyklicznych amin, monometylowa pochodna pirydyny (jedna z trzech pikolin).